# Hélio Dias de Oliveira
Hélio Dias de Oliveira, ou simplesmente Hélio Dias (Rio de Janeiro, 19 de dezembro de 1943) é um ex-futebolista brasileiro que atuava como goleiro.

## Carreira
Iniciou sua carreira futebolística nas categorias de base do Botafogo clube também onde se profissionalizou.
Após saída do clube carioca, o atleta teve passagem pelo futebol de Minas. Atuou no Atlético Mineiro e no Cruzeiro tornando-se um dos maiores ídolos da Raposa.

## Títulos
Atlético Mineiro
- Campeonato Mineiro: 1970

Seleção Brasileira
- Pan-Americano: 1963[2][3]